# ساخت‌گرایی (فلسفه ریاضیات)
در فلسفه ریاضیات، ساخت‌گرایی (Constructivism)، بیان می‌دارد که یافتن (یا «ساختن») یک شیء ریاضیاتی جهت اثبات وجودش ضروری است. در ریاضیات کلاسیک، می‌توان وجود یک شیء ریاضیاتی را بدون «یافتن» آن شیء به‌طور صریح اثبات نمود. بدین صورت که عدم وجود آن را فرض گرفته و سپس از فرض به تناقض رسید. این نوع اثبات، یعنی برهان خلف (یا روش غیر-ساخت‌گرا) ممکن است از نظر برخی ساخت‌گرایان مردود در نظر گرفته شود. دیدگاه ساخت‌گرایی از تفسیری استفاده می‌کند که صحت و سقم سور وجودی را بررسی کرده و با تفسیر کلاسیک مغایرت دارد.
اَشکال متعددی از ساخت‌گرایی موجود اند، که شامل این موارد می‌شوند: برنامه شهودگرایی براوئر، متناهی‌گرایی هیلبرت و برنایز، ریاضیات بازگشتی ساخت‌گرایی شانین و مارکوف و برنامه آنالیز ساخت‌گرایی بیشاپ.
ساخت‌گرایی را اغلب با شهودگرایی یکی می‌گیرند، گرچه که شهودگرایی تنها یکی از برنامه‌های ساخت‌گرایی است. شهودگرایی مدعی است که بنیان‌های ریاضیات در شهود تک تک ریاضی‌دانان قرار داشته و ازین رو ریاضیات را تبدیل به موضوعی با فعالیت ذهن‌گرا (سوبژکتیو) می‌کند. سایر اشکال ساخت‌گرایی براساس این دیدگاه شهودگرایی پایه‌ریزی نشده‌اند و بیشتر با دیدگاه‌های عینی‌گرایی (ابژکتیو) قابل قیاسند.

## ارجاعات
1. ↑  Troelstra 1977a:974
2. ↑  Troelstra 1977b:1